# Domain (Internet)

Schematische Darstellung der DNS-Hierarchie:
* Root-Domain (eigentlich leer, durch Punkt dargestellt)
* Top-Level-Domains (org)
* Second-Level-Domains (wikipedia)
* Third-Level-Domains (de)

Eine Domain (von englisch domain [də(ʊ)ˈmeɪn] ‚Bereich‘, auch als Domäne bezeichnet) ist ein zusammenhängender Teilbereich des hierarchischen Domain Name System (DNS). Im Domain-Vergabeverfahren ist es ein im Internet weltweit einmaliger und eindeutiger und unter gewissen Regeln frei wählbarer Name unterhalb einer Top-Level-Domain. Die exakten Regeln für die Namensvergabe legt die Vergabestelle (NIC = Network Information Center) der jeweiligen Top-Level-Domain fest. Einer Domain können – jeweils mit einem Punkt abgetrennt – weitere Subdomains hinzugefügt werden. Jeder Abschnitt (Domain und Subdomain) darf maximal 63 Zeichen enthalten. Die Gesamtlänge des voll qualifizierten Domain-Namens (FQDN = Fully Qualified Domain Name) darf jedoch 255 Zeichen nicht überschreiten.

## Der DNS-Namensraum

### Aufbau und Regeln
Die Darstellung des DNS-Namensraumes erfolgt als Wurzelbaum. Jeder Knoten dieses Baumes besitzt einen Namen, der ohne die Angabe eines vollständigen Namens nicht eindeutig ist. So lässt sich beispielsweise der Knoten example nicht eindeutig bestimmen, weil dieser Name zum einen unter example.com und zum anderen unter example.org zugeordnet sein könnte.
Jeder Domain-Name besteht also aus mehreren Namensteilen (Labels), die durch Punkte voneinander getrennt sind.
Der ganz rechts stehende Name steht in der Hierarchie des Wurzelbaums am höchsten, der ganz linke Knotenname am niedrigsten. Die höchste Ebene in der DNS-Hierarchie hat dabei die sogenannte Root-Domain (bzw. Null- oder Root-Label genannt). Sie hat einen leeren Knotennamen aus einem einzelnen Oktett gefüllt mit Nullen.
Topologisch unterhalb, und damit links von der Root-Domain aufgeführt, folgt der Name einer Top-Level-Domain (TLD). Unterhalb bzw. im Namen links von der Top-Level-Domain folgen die Namen der Second-Level-Domains gefolgt von Third-Level-Domains oder schlicht Subdomains.

### Beispiel
```
        (root)                    Label der 0. Ebene, Null-Label
         /  \
        /    \
      com    org                  Labels der 1. Ebene, Top-Level-Domains (TLD)
      /        \
     /          \
 example      example             Labels der 2. Ebene, Second-Level-Domains
    |         /  |  \                 und Hostnamen direkt unter einer TLD
   www       de en  www           Labels der 3. Ebene, Third-Level-Domains
            /\                         und Hostnamen unter Second-Level-Domains
         foo bar

(beliebig nach unten erweiterbar)
```

## Fully Qualified Domain Name (FQDN)
Der vollständige Name einer Domain wird als Fully Qualified Domain Name (FQDN) bezeichnet. Der Domain-Name ist in diesem Fall eine absolute Adresse.
Der FQDN www.example.com. ergibt sich durch:
3rd-level-label. 2nd-level-label. Top-Level-Domain. root-label
und lautet damit
```
www.example.com.
```

Da das Root-Label immer leer ist (es besteht aus einer leeren Zeichenkette), wird bei den meisten Benutzer-Anwendungen (zum Beispiel Browsern) in der Regel auf die Eingabe des Punktes zwischen dem Label der Top Level Domain und dem root-label verzichtet. Streng genommen handelt es sich bei dieser Schreibweise nicht mehr um eine absolute, sondern um eine relative Adresse und damit nicht mehr um einen FQDN. Bei der Angabe in Resource Records auf Nameservern muss zwingend der volle Name mit Punkt angegeben werden.
Als Oberbegriff für FQDN und IP-Adresse wird in einigen RFCs der Begriff Fully-Qualified Host Name (FQHN) verwendet.

### Abschließender Punkt
→ Top-Level-Domain

## Subdomain

### Aufbau und Funktion
Als Subdomain bezeichnet man eine Domain, welche in der Hierarchie unterhalb einer anderen liegt. Im allgemeinen Sprachgebrauch sind damit meist Domains in der dritten oder einer weiteren Ebene gemeint. Eine Domain, die direkt unterhalb der Top-Level-Domain liegt, wird umgangssprachlich -nicht- als Subdomain, sondern als Second-Level-Domain oder nur als Domain bezeichnet.

Betrachten wir als Beispiel die Top-Level-Domains com und org. Unter diesen Domains sind die Second-Level-Domains example.com bzw. example.org angesiedelt. Jede Subdomain ist eigenständig wieder eine Domain, in der andere Domains und Hostnamen liegen können. Beispielsweise ist example.org eine Second-Level-Domain der Top-Level-Domain org oder de.example.org eine Subdomain von example.org.
In einigen Top-Level-Domains gibt es eine Einschränkung der Second-Level-Domains: z. B. waren früher unter uk nur eine Handvoll Domains wie ac.uk, gov.uk, co.uk angesiedelt. Universitäten erhielten Third-Level-Domains unter ac.uk, Behörden unter gov.uk, kommerzielle Firmen unter co.uk. In Österreich wird ein gemischtes System verwendet: Second-Level-Domains unter at werden frei vergeben, unter ac.at erhalten nur Hochschulen und unter gv.at nur Behörden eine Third-Level-Domain.
Zur logischen und physischen Trennung von Diensten innerhalb der Domain einer Organisation werden traditionell Sub-Domains, z. B. www.beispiel.at für den Webserver oder mail.beispiel.at für den Mailserver verwendet. Dabei handelt es sich aber nur um eine Konvention; ein Webserver kann genau so gut auf einem Computer mit dem Domainnamen web.beispiel.at oder beispiel.at betrieben werden.
Konventionelle Namen für verschiedene Services:
- Webserver: www.
- Webserver speziell für mobile Endgeräte: m.
- Mailserver: mail. / smtp. / pop3. / imap.
- FTP-Server: ftp.

### Vorteile von Subdomains

#### Logische Gliederung
Die logische Gliederung wird zum Beispiel für verteilte Filialen oder Abteilungen einer Firma verwendet, für eigenständige Web-Auftritte, Sprachversionen oder um E-Mails an Filialen mit eigenem Mailserver zu leiten.
Eine Subdomain zu diesem Zweck anzulegen ist nur sinnvoll, wenn die entstandenen Domainnamen unterschiedliche Zielseiten oder Server verwenden, zum Beispiel mail.extern.wikipedia.de und ftp.extern.wikipedia.de.
Andererseits kann man auch Subdomains anlegen, um so auf bestimmte Abteilungen und Bereiche innerhalb einer Firma oder Organisation weiterzuleiten. Beispiele für eine Subdomain zur Weiterleitung an einzelne Bereiche oder Standorte einer Firma oder Organisation:
```
bremen
.example.com

hamburg
.example.com
```

```
personal
.example.com

lieferanten
.example.com
```

Da man Umleitungen festlegen kann, kann man mit der Subdomain auch auf bestimmte Bereiche der bestehenden Domain um- bzw. weiterleiten. Dies kann beispielsweise für Login-Bereiche genutzt werden.

#### Verteilte Verwaltung mit Subdomains
Eine Subdomain kann wie jede Domain auf einem beliebigen Nameserver verwaltet werden. So könnte z. B. de.example.com auf einem Nameserver in Deutschland verwaltet werden, während example.com in den USA liegt (vgl. DNS-Delegierung).
Einige Dienstleister nutzen diese Möglichkeit und bieten Third-Level-Subdomains mit Weiterleitung zu einem längeren URI an. Dies hat für die Anbieter den Vorteil, dass sie diese anders als bei Second-Level-Domains selbst einrichten können und dadurch nur minimale Kosten entstehen.
Beliebte Subdomains für deutsche Seiten sind subdomain.de.TLD mit unterschiedlichen Top-Level-Domains.

## Sonderfälle
Einige Länder, zum Beispiel die Türkei oder Australien, vergeben ausschließlich Third-Level-Domains. So ist eine Registrierung von [example].tr oder [example].au nicht möglich, stattdessen werden Domains wie [example].com.au angeboten. Siehe auch: Top-Level-Domain
Die Domainnamen example.com, example.net und example.org wurden von der IANA reserviert, damit man sie in eigenen Dokumentationen und Testumgebungen verwenden kann. Sinn dieser Reservierung ist, Konflikte mit real existierenden Domainnamen zu vermeiden. Zu diesem Zweck wurden auch die Top-Level-Domains .test, .example, .invalid und .localhost reserviert. Alle reservierten Namen sind in RFC 2606 definiert.

## Rechtliches

### Rechtsnatur
Die Rechtsnatur von Domains war umstritten, doch seit 2004 haben Urteile des Bundesverfassungsgerichts, des Bundesgerichtshofs (Domainpfändung), des Bundesfinanzhofs (Steuerliche Absetzbarkeit) und des Europäischen Gerichtshofs für Menschenrechte (EGMR) diese geklärt: Einem Domain-Inhaber steht ein vertraglicher Anspruch gegen die Registry DENIC e.G. auf Nutzung der Domain zu. Dieser ist von der Eigentumsgarantie (Art. 14 Grundgesetz) geschützt und pfändbar. Dieser Anspruch ist kein absolutes, d. h. gegenüber jedermann geschütztes Recht.
Der Streit lässt sich folgendermaßen zusammenfassen: Nach einer Ansicht ist die Domain-Adresse ein Recht eigener Art (sui generis). Dieses sei dem Eigentum vergleichbar und ein gegenüber jedermann, d. h. absolut, geschütztes Vermögensrecht. Damit könne die Domain-Adresse selbst Gegenstand der Pfändung sein. Begründet wird diese Ansicht u. a. damit, dass Domain-Adressen „gekauft, verkauft, vermietet und versteigert“ werden können.
Diese Ansicht lehnen das Bundesverfassungsgericht und der Bundesgerichtshofs ab. Die Domain selbst sei eine technische Internet-Adresse. Der „Inhaber“ einer Domain erwerbe an der Internet-Adresse weder Eigentum, noch ein sonstiges absolut geschütztes Recht. Es fehle einerseits an der Verdinglichung, andererseits habe der Gesetzgeber die Internet-Adresse selbst nicht ausschließlich gegenüber jedermann geschützt. Die faktische ausschließliche Stellung, die darauf beruhe, dass die Registry DENIC e.G., der eine marktbeherrschende Stellung zukomme, eine Internet-Adresse nur einmal vergebe, begründe keinen absoluten Schutz im Rechtssinne. Damit sei eine Domain-Adresse auch keine Lizenz. Dies schließt nicht aus, dass an einer Zeichenfolge, die eine Domain-Adresse bildet, absolut geschützte Marken- oder Kennzeichenrechte des Domain-Inhabers oder anderer Personen bestehen können. Diese bestünden jedoch unabhängig von der Rechtsstellung des Domain-Inhabers an der (technischen) Internet-Adresse als Domain-Adresse.
Der Domain-Inhaber habe einen Vertrag mit der Registry DENIC e.G. Dieser berechtige ihn gegenüber der Registry DENIC e.G., eine Internet-Adresse zu nutzen und sich als Inhaber der Internet-Adresse registrieren zu lassen. Diese Registrierung habe u. a. die Funktion, ihn als Inhaber der Internet-Adresse auszuweisen (sog. WHOis-Abfrage).
Diese vertraglichen Rechte sind nach dem Bundesverfassungsgericht von der Eigentumsgarantie in Art. 14 Grundgesetz umfasst.

### Zwangsvollstreckung
Nach der Rechtsprechung des Bundesgerichtshof sind die vertraglichen Ansprüche als Vermögen im Sinne des Zwangsvollstreckungsrechts pfändbar. Gegenstand der Pfändung sind damit nicht die Internet-Adressen selbst, sondern die vertraglichen Nutzungsrechte. Bei der Pfändung einer .de-Domain ist die DENIC e.G. die richtige Drittschuldnerin.

### Europarecht
Europarechtlich ist geklärt, dass der Nutzungsanspruch Eigentumsrecht nach Art. 17 Abs. 1 GRC, der Charta der Grundrechte der Europäischen Union, ist. Dies entschied der Europäische Gerichtshof für Menschenrechte (EGMR) mit Urteil vom 18. September 2007:
Der durch den Registrierungsvertrag mit einer Domain-Vergabestelle erworbene Anspruch auf Nutzung einer bestimmten Internet-Domain stellt eine geschützte Eigentumsposition nach Art. 1 des 1. Zusatzprotokolls zur Europäischen Menschenrechtskonvention EMRK dar.